# Partido Comunista de la Región de Murcia
El Partido Comunista de la Región de Murcia (PCRM) es la organización regional del Partido Comunista de España en la Región de Murcia.
El partido fue inscrito en el registro de partidos políticos del Ministerio del Interior el 13 de noviembre de 1986.
De 1992 a 2001 Joaquín Dólera fue Secretario General del PCRM. Rocío Val lo fue desde 2006 a 2010, le siguió Joaquín Morote.